# Adelges consolidatus
Adelges consolidatus är en insektsart som först beskrevs av Patch 1909.  Adelges consolidatus ingår i släktet Adelges och familjen barrlöss. Inga underarter finns listade i Catalogue of Life.